# Schwingbock

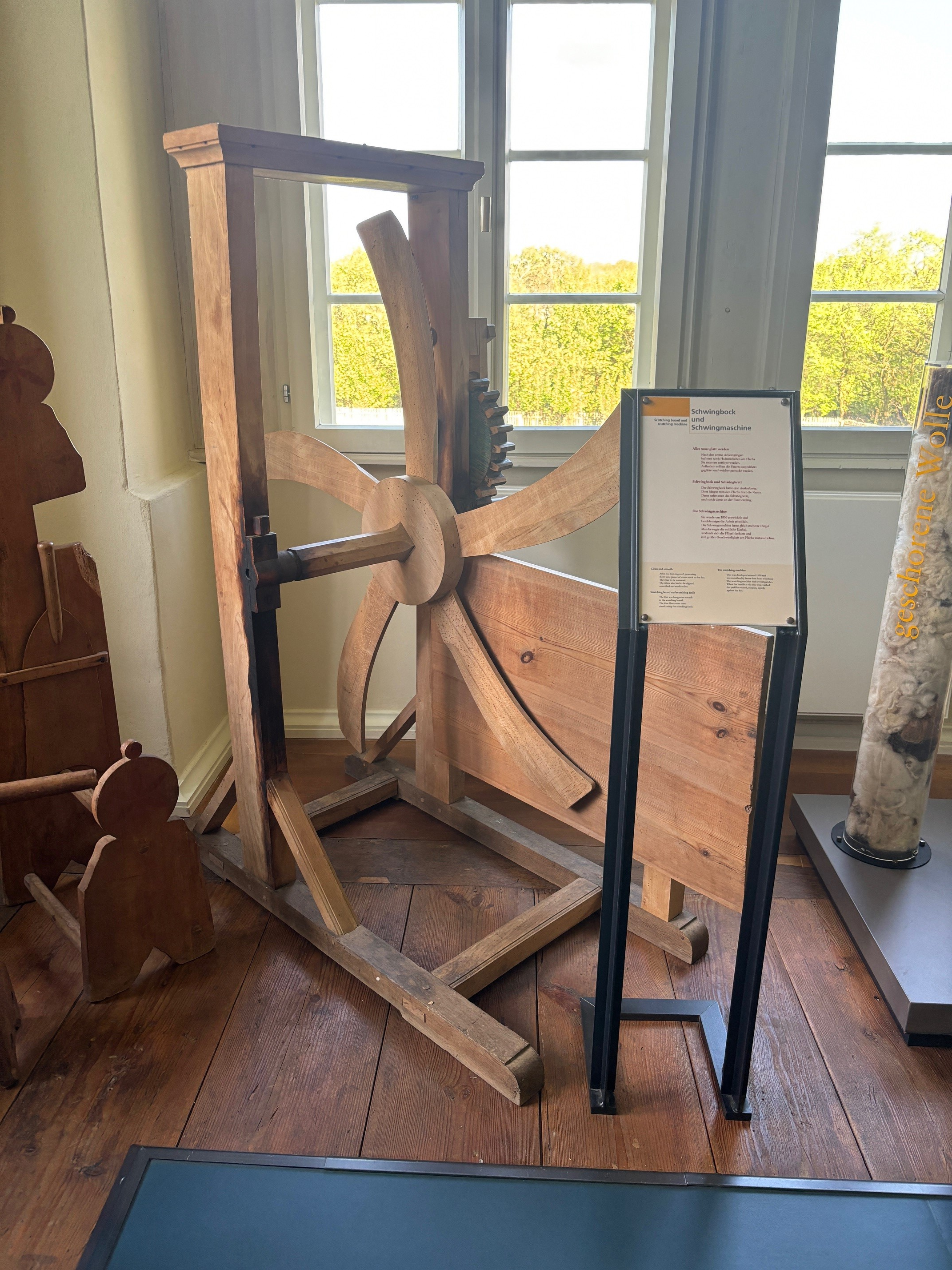
Schwingbock aus der Lüneburger Heide im Museum Burg Brome

Der Schwingbock ist eine vormoderne Maschine, um Flachsfasern nach der Röste von hölzernen Bestandteilen zu befreien, zu glätten und weich zu machen. Sie war vornehmlich im norddeutschen Raum verbreitet und diente dazu, Fasern für das Spinnen von Garn für die Herstellung von Leinen vorzubereiten.

## Verwendung
Die Flachsfaser wurde durch die Röste vom Holz gelöst. Durch mechanische Bearbeitungsmethoden wurden die Holzbestandteile von den weiterzuverarbeitenden Teilen getrennt. Durch Brechen, Knicken und Ausschlagen wurden zunächst die groben Anteile entfernt. Auf dem Schwingbock wurden die Flachsfaserbündel dann abschließend von den hölzernen Resten befreit und dabei auch geglättet. Die so weichgemachten Fasern konnten dann auf einem Spinnrad zu Garn gesponnen werden. Dazu wurde ein Flachshandvoll auf einem feststehenden Brett aufgelegt und gegen die hölzernen Schwingmesser gedrückt, die so die Schäben abschlagen konnten. Durch das beständige Überstreichen der Schwingmesser über das Flachsbündel wurden die Holzteilchen abgestreift.

## Aufbau
An einem hölzernen Bock ist auf halber Höhe eine Achse montiert, an der die hölzernen Schwingmesser an einer Nabe angebracht sind. Ein festes Auflagebrett, das im rechten Winkel zur Achse und parallel zu den Schwingmessern angebracht ist, dient zur Ablage des Flachshandvolls. Mit einer Kurbel, die über eine Übersetzung auf die Achse wirkt, können die Schwingmesser gedreht werden.

## Museen
- Museumsdorf Hösseringen, Landkreis Uelzen
- Museum Burg Brome, Landkreis Gifhorn
- Museumsdorf Cloppenburg, Landkreis Cloppenburg
- Freilichtmuseum am Kiekeberg